# حبيل غربة (القبيطة)

تعديل مصدري - تعديل

حبيل غربة هي إحدى قرى عزلة كرش بمديرية القبيطة التابعة لمحافظة لحج، بلغ تعداد سكانها 181 نسمة حسب تعداد اليمن لعام 2004.